# Tidevand og marsk
|  | Denne artikel er oprettet af botten Steenthbot ud fra en ekstern database. Den kan derfor have sproglige fejl eller mangler. Denne skabelon kan fjernes efter kontrol af indholdet. |

Tidevand og marsk er en dansk undervisningsfilm fra 1957.

## Handling
Vadehavet, fra Varde i nord og ø-rækken syd over, er præget af tidevandet, der bevirker flytning af enorme vandmasser fire gange i døgnet. Ved højvand aflejres klæg, og når aflejringen har nået en passende tykkelse inddiges området, og der fremkommer frugtbare marskenge. Indvindingen af nyt landbrugsjord fremmes ved såkaldt grøbling og ved indretning af slikgårde, og marsken afvandes ved hjælp af elektriske pumpestationer. Marskengene anvendes til græsning, og der dyrkes havre, roer og hør. Fra åerne ledes fersk vand til kreaturerne ud i grøftesystemet.